# Pied-noir
Els pieds-noirs (en francès) o peus negres eren els colons europeus a Algèria. Encara que majoritàriament francesos, un nombre considerable eren alacantins o menorquins, a més dels rossellonesos (catalans de ciutadania francesa).

## Història
L'origen etimològic és incert. L'explicació més estesa fa referència a les botes utilitzades per l'exèrcit i els colons francesos, en contraposició a les sandàlies algerianes. Una altra explicació vindria del fet que els treballadors dels vaixells de vapor, sovint algerians, caminaven peus nus per les bodegues plenes de carbó. La denominació es va fer popular a França, després de la independència d'Algèria, usada de forma pejorativa envers els repatriats. Aviat, però, va ser adoptada pels mateixos pieds-noirs com a denominació d'identitat.
Encara que amb freqüència s'aplica el terme a tots els repatriats d'Algèria (i fins i tot d'altres excolònies), cal assenyalar que entre les persones que van haver de sortir d'Algèria hi havia musulmans (als quals es denominava harki; molts eren militars i les seves famílies) i no musulmans, uns d'origen europeu i altres pertanyents a la important i nombrosa comunitat jueva local. El terme pied-noir es pot aplicar amb propietat a aquests dos últims grups.
Es calcula que més del 50% dels europeus d'Algèria no eren d'origen francès, i molts d'ells procedien de diverses parts dels Països Catalans, fonamentalment de les comarques litorals de la Marina i l'Alacantí i de l'illa de Menorca, a més dels habitants de la Catalunya del Nord. En menor quantitat, provenien de la costa de Múrcia i Almeria, d'Itàlia i de la resta d'Europa. Malgrat la naturalització i la progressiva assimilació, van mantenir la llengua catalana anomenada patuet, amb influències àrabs i amb ortografia francesa. Actualment, al Rosselló i a la Marina i l'Alacantí es poden trobar nuclis importants d'antics colons francesos provinents d'Algèria, arribats a Europa després de la Guerra de la Independència que acabà en la independència del país el 1962. La influència algeriana és present també en el costum d'algunes famílies valencianes del sud de preparar cuscús, plat típicament magribí, i l'ús de paraules franceses dins del valencià meridional i valencià alacantí, sobretot a la costa, com ara xapó, malló, etc. També són testimoni de la relació valenciana amb Algèria ja abans de la colonització francesa, paraules com meló d'alger (síndria).

## Algunspieds-noirsfamosos
- Louis Althusser, filòsof
- Albert Camus, escriptor i filòsof, premi Nobel de literatura l'any 1957
- Marcel Cerdan, boxador
- Claude Cohen-Tannoudji, Premi Nobel de Física 1997
- Alphonse Halimi, boxador, campió del món 1957
- Gaston Julia, matemàtic
- Paul Robert, lexicògraf
- Yves Saint-Laurent, sastre